# San José (Balanga)
San José är en barangay i staden Balanga, Filippinerna. Kommunen ligger på ön Luzon, och tillhör provinsen Bataan.